# Herms Niel
Ferdinand Friedrich Hermann Nielebock, né le 17 avril 1888 à Nieleblock (arrondissement de Jerichow II (de)) et mort le 16 juillet 1954 à Lingen (Basse-Saxe), connu sous le nom d’Herms Niel, est un compositeur allemand de chansons et de marches militaires.
Il a notamment composé la chanson de marche Erika.

## Biographie
À la fin de sa scolarité en 1902, Herms Niel termine son apprentissage avec le chef de chœur genthin Adolf Büchner. 
En octobre 1906, il rejoint l’armée impériale allemande et est admis comme tromboniste et hautboïste dans le 1er régiment à pied de la Garde à Potsdam. 
Pendant la Première Guerre mondiale, il était chef d’orchestre du 423e régiment d'infanterie. 
En 1919, il est démobilisé et travaille comme fonctionnaire dans l’administration jusqu’en 1927. La même année, il cofonde à Potsdam le Ritterschaftsorchester (l’Orchestre des Chevaliers), où il est compositeur et parolier.
Après la prise du pouvoir par les nazis en 1933, Herms Niel rejoint leur parti en tant que membre no 2 171 788 en 1934. Il devient un chef de troupe de la Sturmabteilung, et reçoit une promotion au chef de bande de l’établissement de formation de la Reicharbeitsdienst (RAD) à Potsdam.
Pendant la période du national-socialisme, il se consacre à composer des marches et des chansons, qui furent popularisées par le NSDAP et largement diffusées sur tous les fronts de la Seconde Guerre mondiale. Lors des rassemblements du parti nazi à Nuremberg, il est le chef de tous les groupes de musique de la RAD.
Herms Niel a également inventé et conçu une trompette de fanfare, connue sous le nom de Herms Niel-Doppel Fanfare, en Sol et Ré plat, fabriquée en 1938 par l'usine d’accordéon à Klingenthal Ernst Hess Nachf. .
Pendant l’après-guerre, Niel vit à Lingen, où il meurt en 1954.

## Compositions

### 1930
- Vers 1930: Erika (Auf der Heide blüht ein kleines Blümelein)

### 1933
- Der Geist von Potsdam
- Des Abends wollt' ich schlafen geh'n
- Es war einmal zur schönen Maienzeit (texte de Karola Wilke et Herms Niel)
- Havelländischer Bauerntanz (Vaterländischer Bauerntanz)
- Marie-Mara-Maruschkaka!
- Paretzer Luisen-Polka
- Unser Vaterland

### 1934
- Heiliges Feuer, marschlied von der Reichsarbeitsdienst
- Liebchen ade (Annemarie-Polka)
- Major Lancelle
- Ruck Zuck
- SA marschiert in Reih und Glied, marschlied von der Sturmabteilung

### 1935
- Annemariechen, Annemarei (Ei, ei, ei, du bist treu)
- Es war an der alten Mühle, im Park von Sanssouci (texte de Karola Wilke et Herms Niel)
- Halloh, ich bin ein Jägersmann
- Lebe wohl, ade "Ich muß jetzt von dir scheiden..."
- Leonore (texte de Karola Wilke et Herms Niel)
- Zicke-Zacke

### 1936
- Der Mond scheint in mein Kämmerlein
- Deutsch bleibt der Rhein
- Hab' acht, Kamerad
- Heil Nürnberg
- Heut’ stechen wir ins blaue Meer
- In Sanssouci, am Mühlenberg "Veronika - Marie"
- Mariann, du hast es meinem Herzen angetan
- Mein schönes Fuldatal
- Singend wollen wir marschieren, marschlied von der Reichsarbeitsdienst (texte de Will Decker)
- Spiele auf, mein Musikant, spiel auf (Werderscher Blütentanz)
- Wenn wir so marschieren, marschlied von der Reichsarbeitsdienst (texte du Generalarbeitsführer Hermann Kretzschmann)

### 1937
- Es ist so schön, Soldat zu sein, Rosemarie
- Tschinga, Tschingta bummtara

### 1938
- Auf der Mopke, marschlied von der Reichsarbeitsdienst
- Der Reichsarbeitsführer - Reichsarbeitsdienst marsch nr. 1
- Du Schönste vom Städtel, schwarzbraunes Mädel
- Hannelore "Soldat sein heißt treu sein, mein Schätzelein..."
- Heute muß ich fort von Dir
- Heute muß ich scheiden vom schönen Märkerland (texte de Joseph Lang)
- Kameraden unter'm Spaten, marschlied von der Reichsarbeitsdienst (texte de Will Decker)
- Wir tragen das Vaterland, marschlied von der Reichsarbeitsdienst (texte de Will Decker)
- Liedermärsche
  1. Im grünen Wald, dort wo die Drossel singt
  2. Ich bin ein freier Wildbretschütz
  3. Lebe wohl, du schöner Wald
  4. Rothaarig ist mein Schätzelein
  5. Wenn wir marschieren
  6. Im Krug zum grünen Kranze
  7. Die lustigen Frontsoldaten
  8. O, du schwarzbraunes Mägdelein
  9. Schön ist die Jugend
  10. Ich habe Lust im weiten Feld
  11. Ein Schifflein sah ich fahren

### 1939

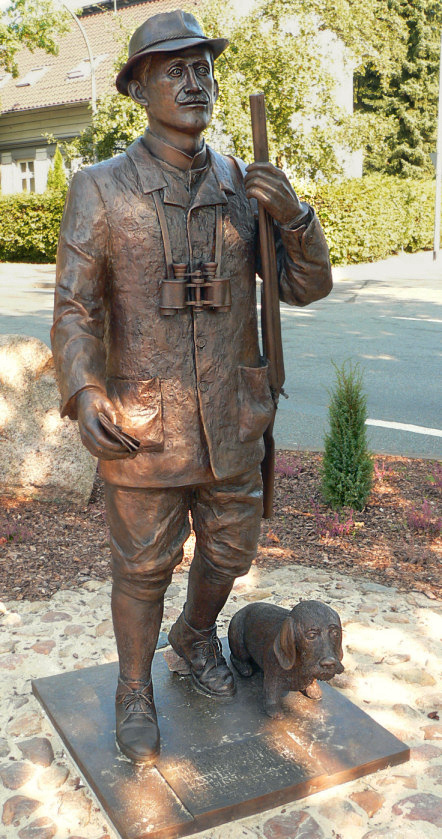
Statue de bronze de Hermann Löns à Walsrode.

- Das Engellandlied (texte de Hermann Löns)
- Das ist nun einmal so
- Die ganze Kompanie
- Die ganze Flakbatterie
- Edelweiß-Marsch (Es war ein Edelweiß)

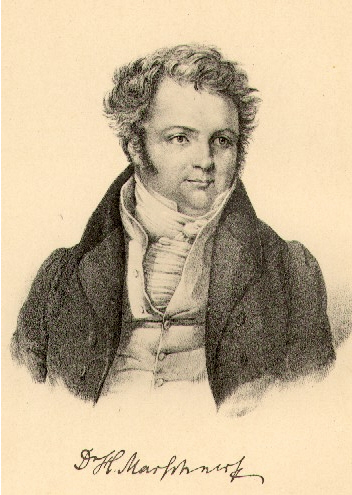
Portrait d'Heinrich Marschner en 1831.

- Ein Mann - ein Wort (texte de Heinrich Marschner)

- Es geht ums Vaterland
- Wenn die Sonne scheint, Annemarie (Die Landpartie)
- Gerda – Ursula – Marie
- Ich bin der Bub vom Westerwald
- Ich bin ein Soldat und bleibe Soldat (texte de Kurt Ebert)
- In der Heimat steh’n auf Posten
- Jawoll, das stimmt, jawoll
- Komm, heute trinken wir Brüderschaft
- Liebling, wenn ich traurig bin... (texte de Erich Effler)
- Singende Kameraden
- Spaten und Wehr (Deutschland voran), marschlied von der Reichsarbeitsdienst (texte de Käthe Sommer)
- Wir sind Kameraden

### 1940
- Adlerlied "Adler sind Großdeutschlands Zeichen..." (texte de Heinrich Anacker)
- Antje, mein blondes Kind (texte de Heinrich Anacker)
- Das ist die SA, marschlied von der Sturmabteilung (texte de Joseph Lang)
- Das neue Frankreich-Lied "Vorwärts nach Frankreich!" (texte de Heinrich Anacker)
- Der Feldpostbrief "An der Front im Westen"
- Der Stoßtrupp (Ein Leutnant und zehn Mann) (texte de Heinrich Anacker)
- Der Strauß (texte de R. Kirsten)
- Die Division von Briesen "Fest dröhnt der Schritt der Infant'rie..." (texte du Feldwebel T. Angenendt)
- Die Soldatenbraut "Ich bin Soldat, weil ich Soldat sein muß..." (texte de Hans Martin Cremer)
- Die Straßen, die mein Vater zog (texte de Carl Schütte)
- Edeltraut (texte de: Martha Wiemann)
- Es blitzen die stählernen Schwingen (texte de Heinrich Anacker)
- Flieg, Vogel, flieg "Wir sitzen am Steuer und halten die Wacht..." (texte de Ernst Behrens-Kollmar)
- Frankreich-Fanfare
- Gegen Briten und Franzosen (Im Westen pfeift der Wind)
- Im Rosengarten von Sanssouci (mélodie de Hans Ailbout)
- Ich geh auf große Fahrt, Marie "Leb' wohl, mein Mädel, laß mich geh'n..." (texte de Peter Brank)
- Käpt'n Prien (texte de Heinrich Anacker)
- Kleine Elisabeth - schöne Elisabeth
- Liselott "Ade, ade, mein Schätzelein..." (texte de Joseph Lang)
- Michel, horch, der Seewind pfeift (Flottenlied) (texte de Gottfried Schwab)
- Morgenlied der Soldaten "Vorbei die Nacht, der Morgen graut" (texte de Joseph Lang)
- Ritter der Nordsee (Unser die Freiheit der Meere) (texte de Heinrich Anacker)
- Rosalinde (Eine Liebste hat wohl jeder) (texte de Alexander Fleßburg)
- Schön sind die Wälder - süß ist die Liebe
- Siegeslied (Fanfare und Hymne) -(texte du Prince Friedrich Christian von Schaumburg-Lippe)
- Sitzt auf, Kameraden (texte de Bruno Freiherr von Brackel)
- U-Boot-Lied (Wir von der U-Boot-Waffe) (texte de Erich Effler)
- Und Hermann Göring heißt er (texte de Josef Buchhorn)
- Wir, die SA
- Wir haben einen Wall gebaut

### 1941
- Alle aufgepaßt
- Atlantik-Flieger "Es kommen von weit die Wogen..." (texte de Robert Schiffmann)
- Auf, auf zum Kampf
- Balkanlied (Wir stürmen dem Siege entgegen) (texte de Heinrich Anacker)
- Brandenburger Jungen
- Der letzte Gruß
- Der letzte Tanker (texte de Rudolf Zurth)
- Deutsches Mädel (texte de Hans Bussmann)
- Die kleinen Mädchen (texte de Ernst Behrens-Kollmar)
- Die Narvik-Jäger (texte de K. Adamus)
- Flaggenparade (Präsentiermarsch und Lied) (texte de Rudolf Zurth)
- Führer und Duce, Bravourmarsch
- Geheimnis (Ja, grün ist die Heide) (texte de Hermann Löns)
- Gestern abend ging ich halt, durch den schönen grünen Wald
- Liebes Mädel, schönes Kind!
- Marsch der Auslandsorganisation (Heimatlied der Deutschen aus Polen) (texte de Julian Will)
- Marsch-marsch Süd-Ost (texte de E. L. Reich)
- Minensucher-Lied (texte de G. Stolte)
- Mit Mercedes Benz voran (Ein Lied der schaffenden Heimat) (texte de Alfred Richter)
- Nach Afrika! Ahoi! (texte de Luise Hartmann)
- Schneidig ist die Infant'rie
- Sieg Heil - Viktoria
- Stuka über Afrika (texte de Peter Holm)
- Unsere Flagge (texte de Rudolf Zurth)
- Vergißmeinnicht (texte du Unteroffizier Franz Menzel)
- Von Finnland bis ans Schwarze Meer (texte de Heinrich Anacker, Hans Tieszler et Hans-Wilhelm Kulenkampff)
- Waltraut ist ein schönes Mädchen
- Wenn dein Soldat auf Urlaub kommt (texte de Erich Effler)
- Wer sich uns entgegenstellt, der fällt

### 1942
- An die Gewehre!
- An Renate (Kleine Renate)
- Aufklärungsflieger über Afrika (texte de O. Rahn)
- Braunlager Marsch
- Das Afrikakorps (texte de H. Flocken)
- Der Bergmann ist wie ein Soldat (texte de Emil Wieczorek)
- Der Sieg wird unser sein (Hell schmettern die Signale) (texte de Heinrich Anacker)
- Der treue Feldsoldat (texte du Hauptmann Josef Scholz)
- Die blonde Rie (texte de C. Hartmann)
- Die tolle Kompanie (texte de Ernst Wiechert)
- Es blüht ein Röselein
- Es gibt so viel Soldaten (texte de Robert Seeger)
- Freudig ziehen wir dahin (texte de E. Krüger)
- Geh doch schlafen, du kleine Soldatenbraut (texte de Hans Pflanzer)
- Großdeutschlands Preisgesang (texte de Eduard Herold)
- Horrido (texte de Heinrich Anacker)
- Im Osten pfeift der Wind
- Liebstes Mädel, laß das Weinen (texte du Hauptmann Josef Scholz)
- Mit England wird jetzt Schluß gemacht (Helga, schöne Helga) (texte de H. Lantzke)
- Ob sie Ruth heißt
- Oberschlesierlied (texte de Emil Wieczorek)
- Ostlandlied (texte de Erich Treide)
- Rußland 1941 (Vorwärts nur auf der Siegesbahn) (texte de W. Wagner)
- Schön ist die Welt (texte de Josef Staub)
- Schöne Mädchen sind zu küssen (texte du Hauptmann Josef Scholz)
- Schwarzbraune Margareth (texte de Erich Effler)
- Unsere Räder rollen für den Sieg

### 1943
- Franken-Lied (Rühmet Myrtenfelder) (texte de Eduard Herold)
- Krim-Fanfare
- U-Boote ran an den Feind
- Wo bist du, Deutschland, schönstes Land der Erde? (texte de Heinrich Anacker)

### Entre 1940 et 1945
- Fallschirmjägerlied
- Fliegerkuss
- Frühmorgens singt die Amsel (texte de Friedhelm Kaiser)
- Groß ist Berlin und schön ist Berlin
- Heut´ sind wir wieder unter uns
- Ingeborg (Zu den Sternen möcht ich fliegen)
- Kamerad, wir marschieren gen Westen
- Kellener Schützenmarsch
- Mädel vom Rhein (texte de Arthur Ploch)
- Mein Bismarckland (Mein teures Heimatland) (texte de Joseph Lang)
- Rosemarie (Rosemarie, ich lieb' dich gar so sehr) (texte de  Erik Wallnau et Herms Niel)
- Von Hongkong bis zur Reeperbahn (Hei, laßt uns schunkeln) (texte de Rudolf Zurth)